# Agapetus cravensis
Agapetus cravensis är en nattsländeart som beskrevs av Giudicelli 1973. Agapetus cravensis ingår i släktet Agapetus och familjen stenhusnattsländor. Inga underarter finns listade i Catalogue of Life.